# 比西勒隆
比西勒隆（法語：Bucy-le-Long，法語發音：[bysi lə lɔ̃]）是法国上法蘭西大區埃纳省的一个市镇，属于苏瓦松区。

## 地理
比西勒隆（49°23'26"N, 3°23'38"E）面积12.86 平方千米，位于法国上法蘭西大區埃纳省，该省份为法国北部内陆省份，北起北部省，西接索姆省和瓦兹省，东临阿登省和马恩省，西南至塞纳-马恩省，东北部与比利时接壤。
与比西勒隆接壤的市镇（或旧市镇、城区）包括：阿西、希夫尔瓦勒、克鲁伊、埃纳河畔米西、苏瓦松、沃尼泽勒、圣日耳曼新城、弗勒尼。

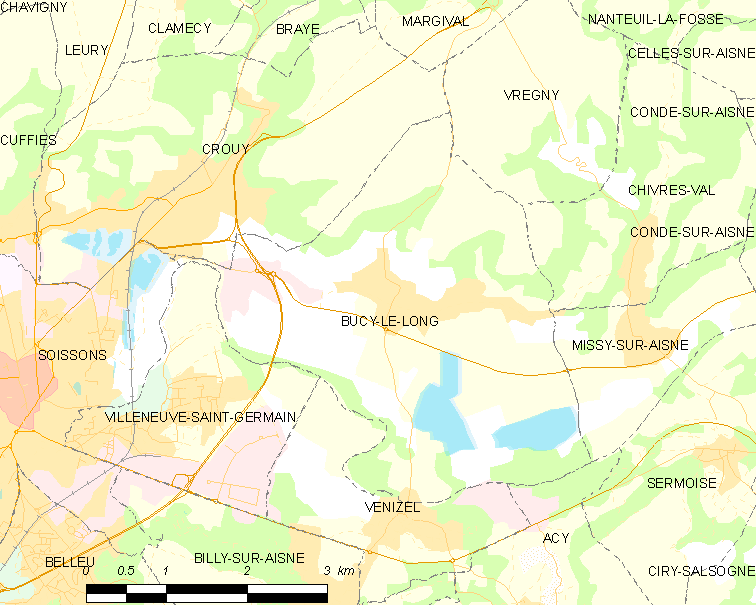
比西勒隆的OSM定位图

比西勒隆的时区为UTC+01:00、UTC+02:00（夏令时）。

## 行政
比西勒隆的邮政编码为02880，INSEE市镇编码为02131。

## 政治
比西勒隆所属的省级选区为塔德努瓦地区费尔县。

## 人口

1962-2008年间比西勒隆人口变化图示

比西勒隆于2022年1月1日时的人口数量为1915人。